# Hybrizon buccatus
Hybrizon buccatus là một loài tò vò trong họ Ichneumonidae.